# Altenrhein
Altenrhein er en mindre by i kommunen Thal i den schweiziske kanton Sankt Gallen. Kommunen består af de tre småbyer Thal, Staad og Altenrhein.
Altenrhein ligger ved Bodensøens sydøstlige hjørne, lige op ad grænsen til Østrig.
Altenrhein har fået sit navn efter dens placering, idet byen ligger hvor Rhinens gamle udmunding ("alter Rhein") i Bodensøen var. I dag er Rhinens udløb reguleret ind i en kanal, og det store delta ved dens oprindelige udløb er bebygget, men landegrænsen mellem Schweiz og Østrig følger stadigvæk de kurver, som Rhinen engang lavede.

## Lufthavnen
Lufthavnen St. Gallen-Altenrhein blev oprindeligt anlagt som en militærflyveplads for det schweiziske luftvåben og havde, med sin placering ved kanten af Bodensøen, mulighed for at betjene vandflyvere. I 1988 overgik stedet til civil luftfart og en fast ruteforbindelse til Østrigs hovedstad Wien blev oprettet. Med lufthavnens nærhed til den østrigske grænse blev ruten en succes fra start og er fortsat eksisterende.
Ved lufthavnen findes i dag et mindre flymuseum.

## Markedshallen
Altenrheins mest bemærkelsesværdige bygning er byens markedshal. Den er tegnet af den kendte østrigske kunstner og arkitekt Friedensreich Hundertwasser, som med sin helt egen kontroversielle byggestil har sat sit umiskendelige spor på alle de bygninger, som han har tegnet, således også på Altenrheins markedshal.
Bygningen ligger lige ved rundkørslen mellem byen og lufthavnen. Markthalle Altenrhein blev påbegyndt i 1998, og blev efter Hundertwassers død i 2000 færdiggjort efter hans tegninger. Bygningen blev taget i brug i 2002. Bygningen er meget markant med de fire forgyldte tårnkupler og de kegleformede søjler.

### Billedgalleri for markedshallen
- Markthalle i Altenrhein
- Detalje fra Markthalle
- Detalje fra Markthalle